# Veselin Penkov
Veselin Penkov (en bulgare : Веселин Иванов Пенков), né le 1er janvier 1932, est un ancien joueur bulgare de basket-ball. 